# Grbavče
Grbavče (Servisch cyrillisch Грбавче) is een plaats in de Servische gemeente Svrljig. De plaats telt 567 inwoners (2002).